# Pattukkottai
Pattukkottai (o Pattukottai) è una suddivisione dell'India, classificata come municipality, di 65.453 abitanti, situata nel distretto di Thanjavur, nello stato federato del Tamil Nadu. In base al numero di abitanti la città rientra nella classe II (da 50.000 a 99.999 persone).

## Geografia fisica
La città è situata a 10° 25' 60 N e 79° 19' 0 E e ha un'altitudine di 4 m s.l.m..

## Società

### Evoluzione demografica
Al censimento del 2001 la popolazione di Pattukkottai assommava a 65.453 persone, delle quali 32.702 maschi e 32.751 femmine. I bambini di età inferiore o uguale ai sei anni assommavano a 7.490, dei quali 3.839 maschi e 3.651 femmine. Infine, coloro che erano in grado di saper almeno leggere e scrivere erano 48.760, dei quali 26.290 maschi e 22.470 femmine.